# Operațiunea Polkovodeț Rumianțev
Operațiunea Polkovodeț Rumianțev  ("Comandant Rumianțev " (după numele feldmareșalului rus din secolul al XVIII-lea, Piotr Alexandrovici Rumianțev-Zadunaiski) a fost o operațiune militară executată de Fronturile Stepei și Vorojej ale Armatei Roșii împotriva Wehrmachtului în sectorul Belgorod – Harkov, în timpul celui de-al doilea război mondial. 
Operațiunea a fost declanșată pe 3 august 1943, având ca scop exploatarea succesului sovietic din Bătălia de la Kursk împotriva Grupului de Armate Sud. Ofensiva sovietică a fost un succes, sovieticii reușind să elibereze Belgorodul și Harkovul până pe 23 august, ora 12:00. Harkovul a trecut definitiv sub control sovietic. Trupele germane au fost obligate să se retragă pe malul apusean al fluviului Nipru. După acest succes, sovieticii au început să pregătească ofensiva pentru eliberarea Kievului din toamna anului 1943.